# 글리코·모리나가 사건
글리코・모리나가 사건(일본어: グリコ・森永事件)은 1984년부터 1985년까지 일본에서 교토와 한신 지역을 중심으로, 메이저 제과기업들을 시작으로 식품 기업들에게 일어난 연쇄 협박 사건이다. 경찰청 광역중요지정사건. 범인이 스스로 괴인 21면상이라고 자칭해 괴인 21면상 사건이라고도 불린다. 제과 회사 에자키 글리코 사의 사장이 납치되어 몸값으로 1,000만 엔과 금괴 100kg을 요구당했다가 탈출, 이후 범인이 6,000만 엔(이후 1억 2,000만 엔)을 받지 못하면 회사 제품에 독극물을 넣겠다고 위협. 결국 범인이 잡히지 않아 현재까지도 미제 사건으로 남아있다.

## 같이 보기
- 여우눈을 한 남자